# Moehringia lebrunii
Moehringia lebrunii là loài thực vật có hoa thuộc họ Cẩm chướng. Loài này được Merxm. mô tả khoa học đầu tiên năm 1965.